# Амдо
Амдо е историческа област в Централна Азия, една от трите традиционни съставни части на Тибет, наред с У Цанг и Кам.
Разположена е в североизточната част на Тибетската планинска земя, в района на горните течения на реките Хуанхъ и Яндзъ, главно в днешната китайска провинция Цинхай. Представлява планинска безлесна страна, разположена на 3500 – 5000 m н.в., със сухостепна разредена растителност развита върху груби скелетни почви. По северните склонове на планинските хребети на места се срещат иглолистни гори. покрай реките има участъци заети от храсталаци и пасища, а на малки площи се развива екстензивно поливно земеделие.
При империята Цин областта се управлява от местни владетели, васални на императора, през 1917 година е завладяна от мюсюлманската клика Ма, а през 1928 година е присъединена към Република Китай. За първи път областта е научно изследвана и частично картирана през 1909 г. от руския учен-географ Пьотър Козлов.